# Đại dịch COVID-19 tại Madagascar
Bài viết này ghi lại các tác động của đại dịch COVID-19 ở Madagascar, và có thể không bao gồm tất cả các phản ứng và biện pháp chính hiện đại.

## Dòng thời gian
Vào ngày 20 tháng 3, ba trường hợp đầu tiên đã được xác nhận tại Madagascar. Tất cả đều là phụ nữ.
Tính đến hết ngày 13 tháng 4 năm 2024, Madagascar ghi nhận 68,486 trường hợp nhiễm COVID-19 và 1,426 trường hợp tử vong.